# Троїцький Всеволод Сергійович
Всеволод Сергійович Троїцький (рос. Всеволод Сергеевич Троицкий; 25 березня 1913, село Михайловське, нині Тульська область — 5 червня 1996, Нижній Новгород) — радянський фізик і астроном, член-кореспондент АН СРСР (1970).
Закінчив Горьковський університет (1941). З 1948 працював в Горьківському науково-дослідному радіофізичному інституті. 
Наукові роботи відносяться до радіоастрономії.  Починаючи з 1950 досліджував радіовипромінювання і природу Місяця.  Розробив оригінальні радіотелескопи і прецизійний метод вимірювання слабких сигналів — метод «штучного Місяця».  За їхньої допомоги отримав найточніші дані про спектр радіовипромінювання Місяця в широкому діапазоні довжин хвиль, про його залежності від фази лунацій і затемнень.  Створив детальну теорію радіовипромінювання Місяця і запропонував методи вивчення властивостей і структури його поверхневого шару.  Дослідження Троїцького дозволили визначити фізичні властивості і тепловий режим шару місячної речовини товщиною в кілька метрів, твердопористий характер його структури.  На підставі виявленого і виміряного ним теплового потоку із глибин Місяця вперше довів, що його надра мають високу температуру.  Методи Троїцького широко застосовуються для вивчення планет наземними засобами, з штучних супутників планет та міжпланетних станцій, а також для вивчення Землі з космосу.
У 1980 запропонував метод діагностики злоякісних новоутворень у людини за їхнім посиленим тепловим радіовипромінюванням. 
Премія імені О.С.Попова АН СРСР (1974) за цикл досліджень «Радіовипромінювання Місяця».